# Savanna (Illinois)
Savanna è un comune degli Stati Uniti d'America, situato in Illinois, nella Contea di Carroll.